# Aparato de vía

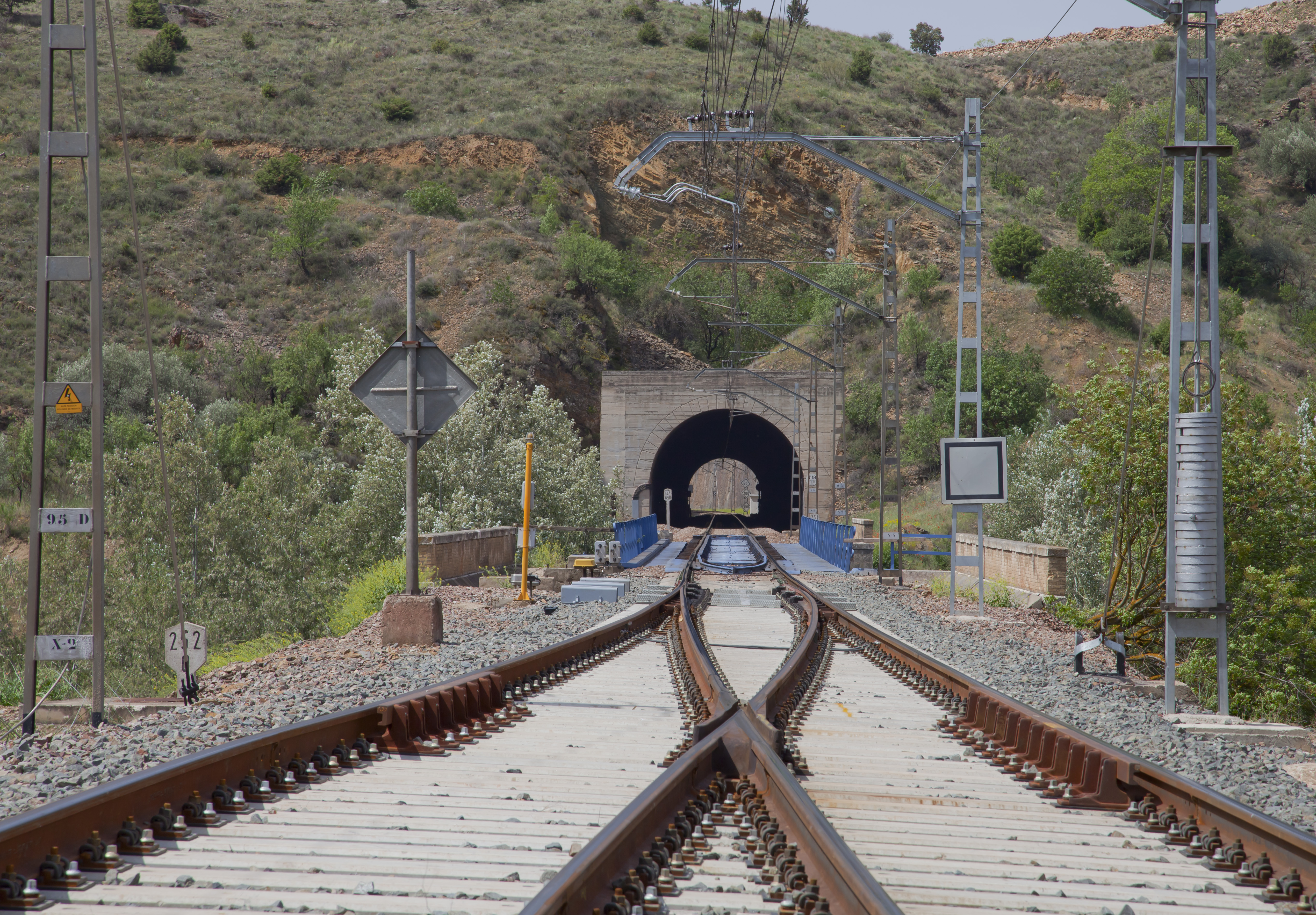
Desvío ordinario

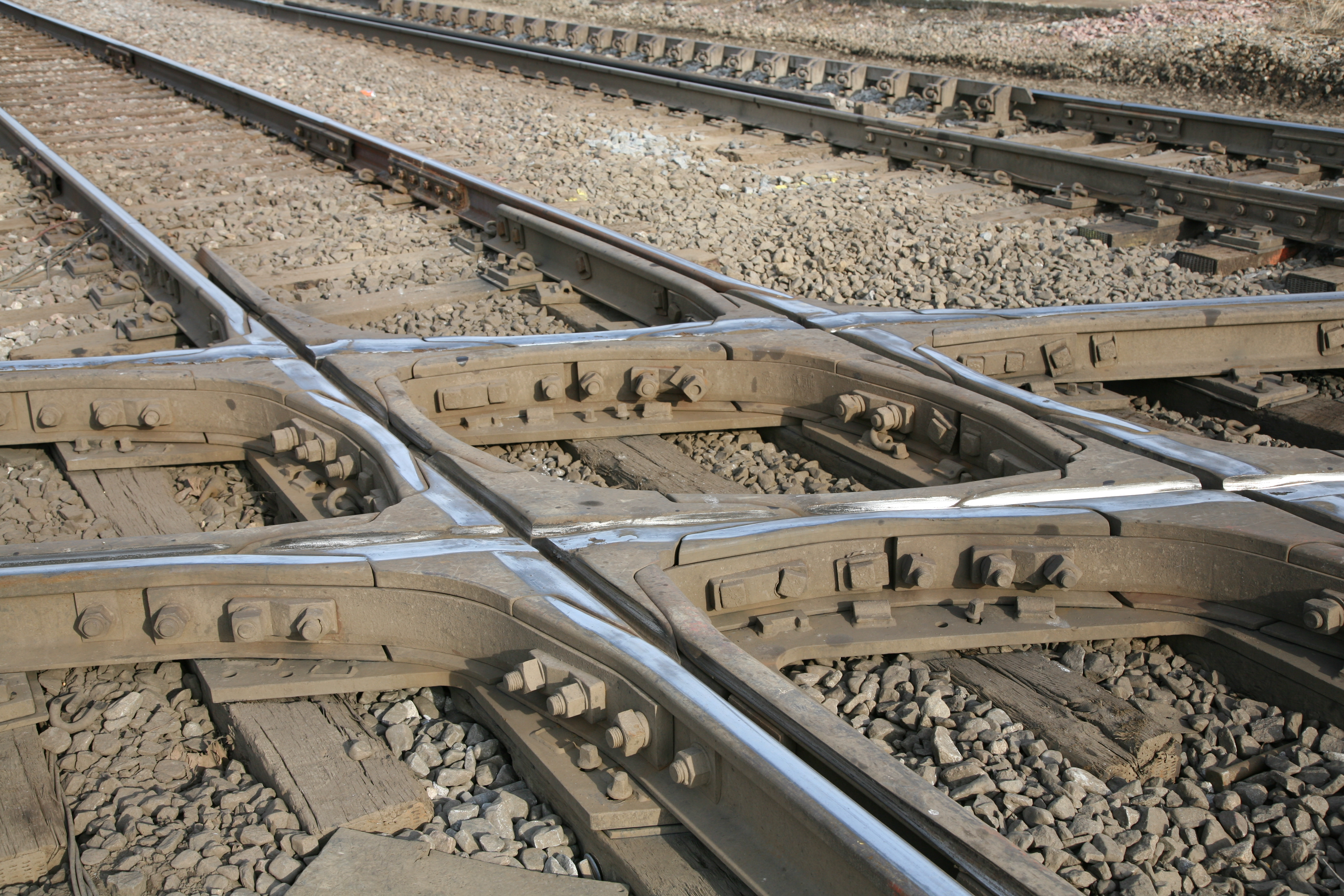
Travesía rectangular

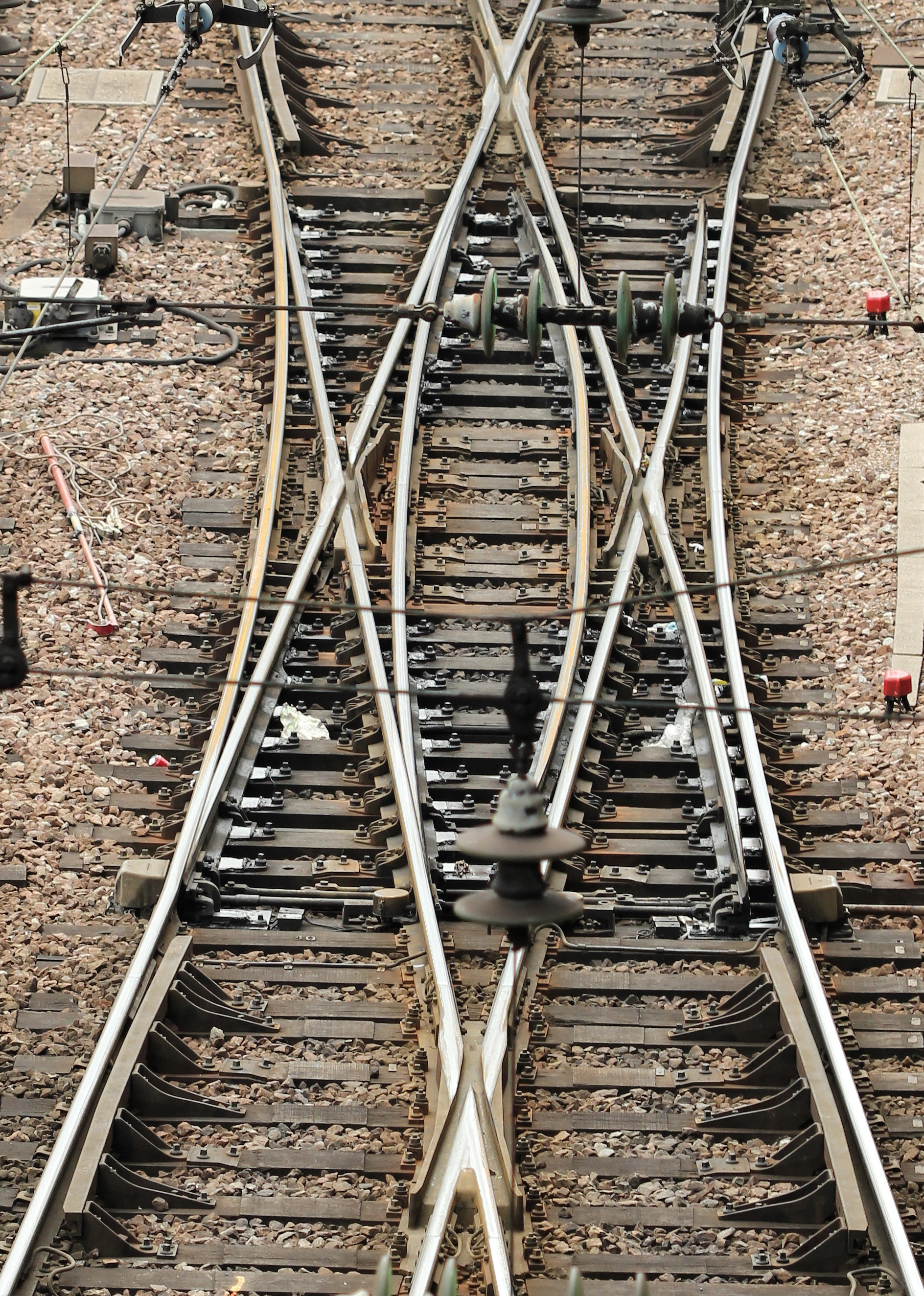
Travesía de unión doble

Un aparato de vía o "herraje de cambio" (México) es un dispositivo que permite la ramificación y el cruce de diferentes vías de ferrocarril. Los aparatos de vía están formados por dos elementos básicos: desvíos y travesías.
Existen dos tipos básicos de aparatos de vía:
- Los desvíos o cambio de agujas, que permiten a una vía ramificarse en dos o excepcionalmente en tres vías, siendo los ejes de las vías tangentes entre sí. Una de las vías (denominada vía directa), sigue una línea recta; mientras que el resto (denominadas vías desviadas) cambian de dirección en el desvío. El cambio en sí permite la conexión de dos carriles divergentes asegurando la continuidad de las respectivas vías. Está formado por dos conjuntos aguja-contraaguja. La aguja es el elemento móvil y la contraaguja es el carril fijo. El par de agujas móviles se mueve solidariamente mediante un tirante. Estos elementos tienen una sección reducida, por lo que es fácil que puedan romperse y requieren mantenimiento.
- Las travesías permiten la intersección de dos vías sin posibilidad de cambiar de una a otra.

Los aparatos de vía se fabrican con piezas unidas con trozos de raíl denominados carriles intermedios o carriles de unión.
También se entiende en ocasiones por aparato de vía al dispositivo para el intercambio de datos entre la vía y el tren, como por ejemplo las balizas.